# Сиддхартха, Нихил
Нихи́л Сиддха́ртха (англ. Nikhil Siddhartha, род. 1 июня 1985, Хайдарабад, Андхра-Прадеш, Индия) — индийский актёр, снимающийся в фильмах на телугу.
Он играл второстепенные роли в различных фильмах, прежде чем его сняли в «Счастливых днях» (2007) в качестве одного из четырёх главных мужских ролей.
Фильм имел успех и стал его прорывной ролью. Позже он сыграл главную роль в таких известных фильмах, как: «Юватха» (2008), «Свами Ра Ра» (), «Картикея» (2014), «Сурья против Сурьи» (2015), «Эккадики Потаву Чиннавада» (2016), «Кесава» (2017), «Арджун Сураварам», (2019), и «Картикея 2» (2022).

## Биография

### Ранние годы
Нихил Сиддхартха родился 1 июня 1985 году в Бегумпете, районе Хайдарабада современной Теланганы.
Его отец Кавали Шьям Сиддхартха родом из Махбубнагара в Телангане.
После окончания государственной школы Хайдарабада он окончил Инженерно-технологический колледж Муффакхам Джа.
Его отец страдал редким заболеванием, кортикобазальной дегенерацией, в течение восьми лет, прежде чем скончался 28 апреля 2022.

## Карьера
Нихил начинал как помощник режиссёра в фильме «Хайдарабадские навабы» (2006). Он играл второстепенные роли в различных фильмах, прежде чем его сняли в «Счастливых днях» (2007).
Режиссёр Секхар Каммула, Нихил сыграл одну из четырёх главных ролей в фильме. «Счастливые дни» был одним из немногих малобюджетных фильмов, снятых в 2007 году, которые стали одними из самых успешных фильмов того года.
Его первым сольным главным фильмом стал фильм «Анкит, Паллави и друзья» (2008). Он появлялся в таких фильмах, как «Ювата» (2008) , «Калавар Кинг» (2010) , «Ааласям Амрутхам» (2010) и «Вееду Теда» (2011) .
Затем он появился в фильме «Свами Ра Ра» (2013), который стал крупным прорывом в его карьере. Его следующий фильм под названием Karthikeya (2014) имел успех у критиков и коммерческий успех.
Сделанный с бюджетом в ₹15 крор фунтов стерлингов, он собрал более ₹68 крор фунтов стерлингов в прокате.

## Личная жизнь
Нихил женился на Паллави Варме 14 мая 2020 года.

## Фильмография
|  | Обозначает фильмы, которые ещё не были выпущены |

- Все фильмы на телугу, если не указано иное.

| Год  | Заголовок                 | Роль (и)                      | Примит.                                                |        |
| ---- | ------------------------- | ----------------------------- | ------------------------------------------------------ | ------ |
| 2003 | Самбарам                  | Водитель машины               | Не указанная в титрах роль                             | [ 12 ] |
| 2006 | Хайдарабадские навабы     | Мальчик из колледжа           | Хайдарабадский фильм на урду; также помощник режиссёра | [ 13 ] |
| 2007 | Счастливые дни            | Раджеш                        | Дебют в главной роли                                   | [ 14 ] |
| 2008 | Анкит, Паллави и друзья   | Анкит                         | Дебют в качестве сольного исполнителя                  |        |
| 2008 | Ювата                     | Бабу                          |                                                        |        |
| 2010 | Калавар Кинг              | Раджеш                        |                                                        |        |
| 2010 | Ом Шанти                  | Теджа                         |                                                        | [ 15 ] |
| 2010 | Аласьям Амрутам           | Баран                         |                                                        |        |
| 2011 | Веду Теда                 | Катти Сину                    |                                                        |        |
| 2012 | Дискотека                 | Дискотека                     |                                                        |        |
| 2013 | Свами Ра Ра               | Сурья                         |                                                        | [ 16 ] |
| 2014 | Картикея                  | Картикея Кумарасвами / Картик |                                                        | [ 17 ] |
| 2015 | Сурья против Сурьи        | Сурья                         |                                                        | [ 18 ] |
| 2015 | Санкарабхаранам           | Гаутам                        |                                                        | [ 19 ] |
| 2016 | Эккадики Потаву Чиннавада | Арджун                        |                                                        | [ 20 ] |
| 2017 | Кешава                    | Кешава                        |                                                        | [ 21 ] |
| 2018 | Кирракская вечеринка      | Кришна                        |                                                        | [ 22 ] |
| 2019 | Арджун Сураварам          | Арджун                        |                                                        | [ 23 ] |
| 2022 | Картикея 2                | Картикея Кумарасвами / Картик |                                                        | [ 24 ] |
| 2022 | 18 страниц                | Шива                          | Съёмки фильма                                          | [ 25 ] |
| 2022 | Шпион                     | уточняется                    | Съёмки фильма                                          | [ 26 ] |